# 我愛碧咸
《我愛碧咸》（英語：Bend It Like Beckham），又名《像碧咸一樣踢球》（Kick It Like Beckham），是一部2002年的英國浪漫喜劇運動片，由古莉·查夏執導，柏米達·娜加及姬拉·麗莉等主演。電影英文原名直譯是「像碧咸一樣弄彎它」，是指碧咸很拿手的射彎球。
此片以一名家庭從印度移民至倫敦的旁遮普裔女孩為中心，描述她加入足球隊後，因家庭的反對而發生的種種趣事。此片為姬拉·麗莉的成名作。

## 演員表
- 柏米達·娜加 飾 謝茜（Jesminder Kaur "Jess" Bhamra）
- 姬拉·麗莉 飾 祖絲（Juliette "Jules" Paxton）
- 阿努帕姆·卡爾 飾 Mr. Bhamra
- Shaheen Khan 飾 Mrs. Bhamra
- 尊立頓·麥亞斯 飾 Joe
- 雅琪·潘嘉比 飾 "Pinky" Bhamra
- Juliet Stevenson 飾 Paula Paxton
- Ameet Chana 飾 Tony
- Pooja Shah 飾 Meena
- Preeya Kalidas 飾 Monica
- Trey Farley 飾 Taz
- Saraj Chaudhry 飾 Sonny
- Paven Virk 飾 Bubbly
- Nithin Sathya 飾 侍應生（未掛名）

## 外部連結
- 官方网站
- 互联网电影数据库（IMDb）上《我愛碧咸》的资料（英文）
- Box Office Mojo上《我愛碧咸》的資料（英文）